# Паска Марія Зіновіївна
Паска Марія Зіновіївна (нар. 31 березня 1977, Добросин Жовківського району Львівської області) — провідний фахівець харчових технологій, готельно-ресторанної справи Львівського державного університету фізичної культури імені Івана Боберського, доктор ветеринарних наук, професор, академік Академії наук вищої освіти України по відділенню біології.

## Життєпис
Марія Зіновіївна Паска народилася 31 березня 1977 р. у с. Добросин Жовківського району Львівської області. У 1999 р. закінчила із відзнакою Львівську державну академію ветеринарної медицини імені С. З. Ґжицького, має спеціалізацію «Ветсанітарія і ветсанекспертиза». Другу вищу освіту отримала в Харківському державному університеті харчування і торгівлі за спеціальністю «Технологія харчування», інженер-технолог.

## Професійна діяльність
- 2003—2005 — асистент кафедри технології м'яса, м'ясних та олійно-жирових виробів;

- 2004 — захист кандидатської дисертації «Фізіологічний стан та продуктивність бугайців за дії солей дефіцитних мікроелементів і їх хелатних комплексів з цистеїном»[1];

- 2005—2007 — старший викладач кафедри технології м'яса, м'ясних та олійно-жирових виробів;

- 2007 — доцент кафедри технології м'яса, м'ясних та олійно-жирових виробів;

- 2011 — завідувач кафедри технології м'яса, м'ясних та олійно-жирових виробів;

- 2014 — захист докторська дисертації «Функціональний стан і продуктивність молодняку волинської та поліської м'ясних порід залежно від типу вищої нервової діяльності»[2];

- 2014 — декан факультету харчових технологій та біотехнології Львівського національного університету ветеринарної медицини та біотехнологій імені С. З. Ґжицького.
- 2019 — професор кафедри готельно-ресторанного бізнесу Львівського державного університету фізичної культури імені Івана Боберського
- 2020 — завідувач кафедри готельно-ресторанного бізнесу Львівського державного університету фізичної культури імені Івана Боберського

## Відзнаки та нагороди
2007 — Грамота Управління агропромислового розвитку ЛОДА;
2008 — Почесна Грамота Міністерства аграрної політики України;
2014 — Подяка Міністерства аграрної політики та продовольства України ДУ "Навчально-методичний центр «Агроосвіта»;
2017 — Почесна грамота Департаменту агропромислового розвитку ЛОДА;
2015 — Почесна грамота Львівської обласної державної адміністрації;
2017 — Подяка міської ради м. Львова;
2019 — Диплом лауреата І премії «Краще видання року» Академії Наук Вищої Освіти України;
2019 — медаль імені Ярослава Мудрого Національної академії наук вищої освіти України.
2021 — Подяка Міністерства освіти і науки України 2021 — Грамота Національного університету харчових технологій
Наукова та науково-методична робота
Марія Паска є автором 325 праць, з них 240 наукового та 75 навчально-методичного характеру. У доробку вченої 2 монографії (одна із них — закордонна), 2 навчально-методичних посібники із грифом МОН України «Технологія тваринних жирів», «Технологія маргаринів та промислових жирів», 3 навчальні посібники з грифом МАП України, 11 патентів на винаходи, 5 технічних умов. У співавторстві підготовлено навчальні програми «Основи фізіології та гігієни харчування», «Інноваційні технології м'ясних продуктів», «Методологія харчової науки», «Технологія м'яса і м'ясних продуктів» для підготовки бакалаврів та магістрів. 2 монографій (одна із них — закордонна).

## Громадська діяльність
- Членство у Центрі українсько-європейського наукового співробітництва[4];

- Розробник Стандарту вищої освіти за спеціальністю 181 «Харчові технології» для першого (бакалаврського) рівня[5]; другого (магістерського) рівня[6]; третього (доктор філософії) вищої освіти рівня;

- Член редакції журналу «технологічний аудит та резерви виробництва»;

- Член підкомісії зі спеціальності 181 «Харчові технології» Науково-методичної комісії № 9 з будівництва та технології сектору вищої освіти Науково-методичної ради Міністерства освіти і науки України;

- Член Наукової ради МОН України, секція № 24 «Наукові проблеми харчових технологій та промислової біотехнології»;

- Член Громадської організації «Ресторанна Гільдія» від 08.07.2020 згідно наказу № 12/2020, Внутрішній Аудитор з харчової безпеки у закладах ресторанного господарства, Сертифікат № А002020070212, Свідоцтво про підвищення кваліфікації НУХТ, Київ, Серія АБ, № 02070938/01606-20[7].

## Викладає навчальні дисципліни
• Організація ресторанного господарства;
• Методологія і організація наукових досліджень;
• Сучасні форми готельно-ресторанного обслуговування у сфері фізичної культури і спорту;
• Сучасні ресторанні тренди.